# Tarántula (DC Comics)
La Tarántula es el nombre de dos personajes que aparecen en los medios publicados por DC Comics.

## Historial de publicaciones
La Tarántula original era un personaje destacado en la década de 1940 llamado John Law. Apareció por primera vez en Star-Spangled Comics #1 (octubre de 1941) y fue creado por Mort Weisinger y diseñado y dibujado por el dibujante Hal Sharp. Continuó en Star Spangled Comics hasta el número 19 (abril de 1943). En sus apariciones iniciales en la Edad de Oro, vestía un traje amarillo y morado que se parecía mucho al segundo traje de Sandman de Wesley Dodds. Esto se explicó más tarde en un retcon en las páginas de All-Star Squadron como proveniente del socio de Dodds, Dian Belmont. Fue asistido por su ama de llaves Olga. De acuerdo a la Enciclopedia de superhéroes de la Edad de Oro de Jess Nevins, la Tarántula lucha contra "la espada que empuña la espada, el vaquero ladrón el forajido y su compañero pirotécnico la vela, el Shiva de temática hindú y el señor del crimen Sting".
La segunda Tarántula es Catalina Flores, quien apareció por primera vez en Nightwing (vol. 2) #71 (septiembre de 2002), mientras esperaba hasta el número 75 (enero de 2003) para aparecer como Tarántula; fue creada por Devin Grayson.

## Biografía ficticia

### John Law
El escritor de historias de misterio John Law se inspiró para convertirse en un hombre misterioso en Crimson Avenger en los días posteriores a la entrada de Estados Unidos en la Segunda Guerra Mundial. La tarántula no poseía superhabilidades, pero se basó en varios trucos y su ingenio rápido. Fue entrenado en combate cuerpo a cuerpo, así como algunas acrobacias, y tenía un interés pasajero en el maquillaje y la magia escénica. Usó ventosas unidas a las suelas de sus botas para permitirle caminar por las paredes y colgarse de los techos. Usó una "pistola de telaraña" (a pesar de que las tarántulas no tejen telarañas) que disparaba una cuerda de nailon de endurecimiento rápido que se usaba para balancearse de un punto anclado a otro.
Fue miembro del All-Star Squadron antes de retirarse para continuar su carrera como escritor. Publicó un libro superventas, Altered Egos: The Mystery Men of World War II, en algún momento de la década de 1970. Continuó escribiendo muchos otros libros, pero ninguno tuvo tanto éxito como Altered Egos.
En sus últimos años, Law vivió en la ciudad de Blüdhaven, en el mismo edificio que Dick Grayson, conocido por algunos como el héroe vigilante Nightwing. Dos ancianos nazis, queriendo vengarse de Law, lo localizaron, pero fueron derrotados por Nightwing. Law trató de convertir esto en una trama para una nueva historia, con él como personaje principal.
Más tarde, el edificio fue incendiado por el villano Blockbuster en un intento de arruinar la vida de Nightwing. El sucesor de John Law, la nueva Tarántula, trató de salvarlo, pero llegó demasiado tarde. Se presume que John Law murió, junto con otros 21 residentes. Sin embargo, su cuerpo nunca fue recuperado, lo que sugiere que sobrevivió a la explosión.

### Catalina Flores
Catalina Marie Flores creció en Blüdhaven y fue testigo de muchas de las injusticias que se cometieron en toda la ciudad. Esto la llevó a dejar Blüdhaven y unirse al FBI en Quantico, Virginia. Se desconoce cuánto tiempo fue agente, pero finalmente dejó la oficina y regresó a Blüdhaven. Una vez allí, se enteró de que su hermano mayor, el asistente del fiscal de distrito Mateo Flores, no podía cambiar el rumbo de la corrupción que asolaba la ciudad. Ella misma parecía estar trabajando para la ciudad cuando se encontró con John Law, la primera tarántula, cuando visitó su oficina para obtener su cheque de SSI. Anteriormente había leído un libro de memorias sobre la primera tarántula y quería que él firmara su copia. Luego quiso saber todo sobre John Law durante su tiempo como Tarántula.
Catalina llamó la atención de Nightwing por primera vez mientras asistía a una clase de defensa personal impartida por él y pudo darle un golpe en el cuerpo. Confiada y desinhibida, estaba ansiosa por aprender otros diversos movimientos defensivos cuerpo a cuerpo, así como por saber más sobre Grayson en términos menos formales. Luego llamó su atención durante sus primeras salidas como la segunda Tarántula. Nightwing no quedó impresionado con sus métodos de vigilancia extrema y le prohibió operar en Blüdhaven. Esto la enfureció y se fue, solo para ser más un contraste para Grayson en el futuro. Durante ese tiempo, Grayson estaba investigando la muerte de Delmore Redhorn, el jefe de policía corrupto de Blüdhaven, y descubre pruebas que acusan a la nueva Tarántula como su asesino.
Trabajando con Tad Ryerstad (Nite-Wing), Nightwing pudo hacer que arrestaran a Tarántula por el asesinato de Redhorn, aunque en el proceso también arrestaron al vigilante buscado Tad. Mateo estaba decidido a liberar a su hermana, enojado porque Catalina fue arrestada con la ayuda de un vigilante dudoso. Después de que fue liberada, Tarántula ayudó a Blockbuster en su campaña de venganza en Nightwing. Cuando se le ordenó matar a la novia de Grayson, Barbara Gordon, ella manipuló un compromiso para cenar entre los dos de tal manera que provocó que Barbara rompiera con Grayson.
Las cosas pronto empeoraron cuando Blockbuster contrató a otros villanos para atacar a los que Grayson apreciaba. Tarántula quedó devastada porque no pudo detener la explosión de una bomba en el complejo de edificios de Grayson, que también era el hogar de John Law. Enfrentada por Lady Vic y advertida de no ir en contra de los deseos de Blockbuster, le dispara a Vic en el pecho. Buscando venganza por la muerte de John Law, Tarántula ayudó a Nightwing a grabar la confesión de Blockbuster, pero cuando le dio la cinta a su hermano, él la aplastó debido a un trato que hizo con Blockbuster para sacarla de prisión. Tarántula estuvo en las calles lo suficientemente pronto, y cuando la batalla entre Nightwing y Blockbuster se calentó, Tarántula se involucró y le disparó a Blockbuster. Nightwing podría haber evitado el asesinato, pero, llevado al borde de la cordura por los ataques calculados de Blockbuster contra todos los que Nightwing amaba (Blockbuster conocía su identidad secreta y explotó esto), en un momento de absoluta miseria, Nightwing se hizo a un lado y dejó que Tarántula lo matara. Posteriormente, herido y sufriendo un colapso casi mental debido a los ataques de Blockbuster, así como a su propia complicidad en el asesinato del villano, Grayson no pudo evitar que Tarántula lo violara donde cayó. No mucho después del incidente, los dos abandonan Blüdhaven, solo para que Tarántula se enfrente a Copperhead, quien fue responsable de matar a varios líderes de pandillas locales. Grayson pudo recuperarse el tiempo suficiente para salvarla de Copperhead. Los fuertes sentimientos por Grayson hicieron que trataran de conocerse mejor y ella lo persuadió para que comprara una licencia de matrimonio. Antes de que Grayson pudiera firmar algo, Batman lo convocó a Gotham. Después de los eventos de Juegos de guerra, Nightwing volvió en sí y se entregó a Tarántula y a él mismo por el asesinato de Blockbuster. Sin embargo, el fue absuelto de sus crímenes, mientras que Tarántula fue encarcelada.
Se desconocía su destino durante Crisis infinita cuando la Sociedad Secreta de Supervillanos lanzó a Chemo, destruyendo Bludhaven en el proceso. Más tarde en Seis Secretos, se revela que está viva y bien, pero está encarcelada en la Isla de Alcatraz. Ella le robó una tarjeta misteriosa a Junior, un misterioso jefe criminal que dirige todas las mafias de la Costa Oeste. Más tarde se reveló que ella estaba en posesión de una tarjeta "Salir del infierno gratis", falsificada por Neron. La tarjeta es codiciada por Junior, quien se revela como la hermana loca de Ragdoll, quien envía un ejército de supervillanos tras Tarántula. Eventualmente se sacrifica jalando a Junior y a ella misma frente a un ataque combinado de los villanos reunidos, matándolos a ambos.
Posteriormente, hizo una aparición en Sociedad de la Justicia de América como parte de la resistencia en un futuro alternativo dominado por los nazis.

#### Controversia
Al final de Nightwing (vol. 2) #93 (julio de 2004), después de que Tarántula matara a Blockbuster, violó a Nightwing en la azotea. En ese momento, Nightwing estaba en estado de shock y atravesando un profundo trauma emocional. También le había dicho explícitamente a Catalina que no lo tocara, pero ella procedió a pesar de ello. Sobre el tema, el escritor Devin Grayson hizo la siguiente declaración: "Para que conste, nunca he usado la palabra 'violación', solo dije que no fue consensual". Posteriormente, Grayson se disculpó por el comentario en una entrevista una década después, refiriéndose explícitamente al acto como una violación.

## Otros personajes llamados Tarántula
El nombre Tarántula fue utilizado por un criminal llamado Sr. Crossart. Tomó cautiva a la rica socialité Vivian Dale y entró en conflicto con Sandman. Tarántula estuvo más tarde entre los villanos que Ian Karkull usó para luchar contra la Sociedad de la Justicia de América. Fue derrotado por Sandman y Sandy the Golden Boy.
Hay una Tarántula que es un señor del crimen. Su subordinado Logger sospechaba que Charles McNider y el Doctor Medianoche eran las mismas personas.
El nombre Tarántula fue utilizado por Franklin Lester, quien perdió su licencia de investigador privado por razones desconocidas y se convirtió en un justiciero que apuntó a Masher Mob. Se inspiró en la serie de televisión Tarantula que vio su hijo Gerold. Esto atrajo la atención de Superman, quien trató de evitar que matara a los dos miembros de Masher Mob. Cuando Lois Lane se topó con él, Tarántula intentó silenciarla solo para ser detenida por Superman y el fantasma de un agente secreto llamado Simon Cross. Luego, Tarántula fue entregado a la policía.
El nombre Tarántula también fue utilizado por Roger Goldman, el antiguo propietario de Evergood Milk Bottling Company. Se convirtió en un asesino en serie y enemigo de Sandman.

## En otros medios
- En el episodio de Batman: The Brave and the Bold "Powerless!", Aquaman es visto interpretando la versión de Tarántula de John Law.
- La versión de Catalina Flores de Tarántula aparece en The Lego Batman Movie como uno de varios villanos reclutados por el Joker como parte de su ataque a Gotham.